# Tetragnatha beccarii
Tetragnatha beccarii este o specie de păianjeni din genul Tetragnatha, familia Tetragnathidae, descrisă de Caporiacco, 1947.
Este endemică în Guyana. Conform Catalogue of Life specia Tetragnatha beccarii nu are subspecii cunoscute.